# Catcott

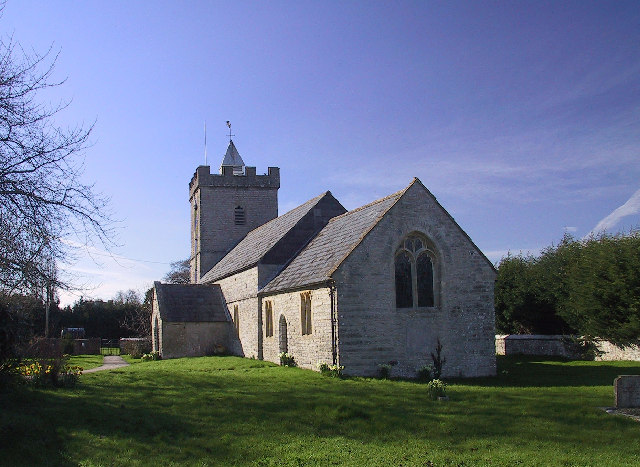
L'église Saint-Pierre.

Catcott est un petit village et une civil parish localisée dans le comté du Somerset, en Angleterre. Il est peuplé d'environ 520 habitants, et situé à 11 km de Bridgwater.

## Monument
- L'église Saint-Pierre datant du XVe siècle, l'une des cloches de l'église a été coulée en 1716 par Edward Bilbie.